# 上州電気鉄道
上州電気鉄道（じょうしゅうでんきてつどう）は、かつて、群馬県内で計画された鉄道会社およびその鉄道路線（未成線）である。

## 歴史
1922年（大正11年）12月27日に上州電気軌道発起人中島敬文ほか63名に対し碓氷郡安中町（現・安中市） - 吾妻郡岩島村（現・東吾妻町）間（軌間1,067mm、動力電気）の軌道敷設特許状が下付された。発起人総代の中島敬文は沿線の碓氷郡板鼻町（現・安中市）の人で他の発起人は高崎市の一人を除いて沿線の人であった。1924年（大正13年）3月11日に路線は道路幅員が狭溢であり併用軌道でなく専用軌道であることから電気軌道から電気鉄道に変更する許可を得て、社名を上州電気鉄道に変更することとした。続いて1924年（大正13年）6月7日に碓氷郡板鼻町 - 高崎市間の鉄道免許状下付を受け、1924年（大正13年）7月31日に上州電気鉄道株式会社を設立した。会社の陣容であるが当初は地元の住人だったものが1926年（大正15年）では社長井上幹造（東京）、高田商会の池田豁二、若尾鴻太郎、男爵福原俊丸など東京の資本家や長野の上條信が役員や大株主として参加している。ところが1925年（大正14年）高田商会の破綻により目論みは崩れていく、総株数5万株のうち22,250株は高田商会関係者の持株でありこの株を引き取り処分した社長らが分割所有し株金の補填をしなかったため、1925年（大正14年）からはじまった工事は賃金不払いにより労働者が会社に押し掛け早くも工事は中止する騒動となった。
1926年（大正15年）5月28日には「指定ノ期限マテニ工事施工認可ヲ為ササルタメ」として吾妻郡岩島村 - 碓氷郡里見村上里見（現・高崎市）間、碓氷郡板鼻町 - 同郡安中町間の免許一部失効、1928年（昭和3年）5月8日に同じく「指定ノ期限マテニ工事施工認可ヲ為ササルタメ」として高崎市 - 碓氷郡豊岡村（現・高崎市）間の鉄道免許失効と相次いで免許が失効していくことになった。
1930年（昭和5年）になると東京の債権者2人により破産の申立がなされ1931年（昭和6年）3月10日に破産宣告がされる。このとき会社にある財産は未払込み株金であった。管財人はこの徴収に着手。株主1,058人に対し一株につき40円の払込を請求し、応じないものには強制執行が行われた。例えば里見村では全村400戸で2,000株を保有していたので、不況により支払えず不動産の強制執行されたものもいた。村では救済策として公営質屋を開設することとなったという。
そして1933年（昭和8年）12月13日に碓氷郡豊岡村 - 同郡里見村間が「指定ノ期限マテニ工事竣工ヲセサルタメ」として鉄道免許取消され上州電気鉄道は姿を消した。

### 年表
- 1922年（大正11年）12月27日 上州電気軌道に対し軌道敷設特許状下付（碓氷郡安中町-吾妻郡岩島村間）。
- 1924年（大正13年）
  - 3月11日 軌道から地方鉄道に変更。上州電気鉄道に社名変更。
  - 6月7日 鉄道免許状下付（碓氷郡板鼻町-高崎市間）。
  - 7月31日 上州電気鉄道株式会社設立。
- 1926年（大正15年）5月28日 鉄道免許一部失効（岩島-上里見間および板鼻-安中間）。
- 1928年（昭和3年）5月8日 鉄道免許失効（高崎市-碓氷郡豊岡村間）。
- 1931年（昭和6年）3月10日 上州電気鉄道に対し高崎区裁判所より破産宣告。
- 1933年（昭和8年）12月13日 鉄道免許取消（碓氷郡豊岡村-同郡里見村間）。

## 遺構
安中市板鼻の群馬県道10号前橋安中富岡線と群馬県道26号高崎安中渋川線が交差する板鼻陸橋下交差点付近に橋台跡が現存している。